# پرستش بهار (فیلم)
«پرستش بهار» (انگلیسی: Rite of Spring (film)) یک فیلم به کارگردانی مانوئل دی الیویرا است که در سال ۱۹۶۳ منتشر شد.